# Gerard Hoet
Pour les articles homonymes, voir Hoet.
Gerard Hoet ou Gerard Hoet I (22 août 1648, Zaltbommel - 2 décembre 1733, La Haye) est un peintre néerlandais du siècle d'or. Il est connu pour ses peintures de paysages, de scènes historiques, de scènes bibliques et de portraits.

## Biographie
Gerard Hoet est né le 22 août 1648 à Zaltbommel aux Pays-Bas. 
Il étudie la peinture auprès de son père et de son frère qui sont peintres de vitraux, et du peintre Warnard van Rijsen, demeurant à Zaltbommel, lui-même élève de Cornelis van Poelenburgh à Utrecht. En 1672, il s'installe à La Haye. Il retourne peindre pour une courte période à Zaltbommel pour le Comte de Salis qui lui a acheté quelques-unes de ses œuvres et lui a passé commande pour d'autres peintures. Il accompagne le Comte de Salis à Rees en Allemagne, où il rencontre les peintres d'Utrecht Jan van Bunnik, Justus Nieuwpoort et Andries de Wit. Il retourne avec Andries de Wit à Utrecht et travaille sur place pour Frederick Nassau de Zuylestein. Il séjourne ensuite brièvement à La Haye et Amsterdam. Il entreprend un voyage en France car un Marquis lui a passé une commande. En vain car la commande tombe à l'eau. Sur place, il effectue quelques gravures de peinture d'après Francisque Millet. Il décide de partir pour l'Angleterre, mais une lettre de son ami peintre Lucas Vorsterman l'en dissuade arguant qu'il y a beaucoup plus de travail à Paris. L'artiste chemine donc vers Paris et y demeure plus d'un an. Il retourne ensuite aux Pays-Bas, via Bruxelles où il reste huit mois à la suite de sa rencontre avec le peintre Adriaen Frans Boudewyns. 
Il retourne à Utrecht et travaille pour William Nassau de Zuylestein. Il se marie et s'installe à Heemstede, où il travaille pour le Seigneur de la localité. En 1697, avec le peintre Hendrik Schoock, il demande la permission de fonder une académie de peinture au conseil municipal d'Utrecht. Sa demande lui est accordée. Pendant cette période, il peint les décors de nombreuses demeures de notables dans la région d'Utrecht, en particulier les châteaux de Slangenborg et de Voorst près de Zutphen, ce dernier pour le compte d'Arnold van Keppel, 1er Comte d'Albemarle. Il quitte la région d'Utrecht et s'installe à La Haye où il réside jusqu'à la fin de sa vie. Il enseigne la peinture à ses fils Gerard Hoet II et Jacob Hoet, ainsi qu'à Nicolaes van Ravesteyn II. Son fils Jacob Hoet II deviendra peintre amateur et grand collectionneur d'art.
Gerard Hoet meurt le 2 décembre 1733 à La Haye.

## Œuvres
- La reine Cléophas offre du vin à Alexandre le Grand, après la conquête de Mazaca[2], Rijksmuseum, Amsterdam
- Le mariage d'Alexandre le Grand avec Roxane de Bactriane[3], Rijksmuseum, Amsterdam
- Guillaume Adrien de Nassau (1623-1705), seigneur d'Odijk, avec sa femme et ses enfants[4], Rijksmuseum, Amsterdam